# تپه گورستان محمدآباد
تپه قبرستان محمدآباد مربوط به دوران‌های تاریخی پس از اسلام است و در شهرستان مرودشت، دهستان محمدآباد، نزدیک باسکول واقع شده و این اثر در تاریخ ۲۲ مرداد ۱۳۸۴ با شمارهٔ ثبت ۱۳۳۲۶ به‌عنوان یکی از آثار ملی ایران به ثبت رسیده است.